# Vụ xả súng tại Dayton 2019
Một vụ xả súng hàng loạt xảy ra tại Dayton, Ohio, Hoa Kỳ, ngày 4 tháng 8 năm 2019, lúc 1:05 sáng (theo múi giờ miền Đông). 10 người được cho là thiệt mạng, bao gồm cả hung thủ và ít nhất 27 người khác bị thương. Tay súng đã bị cảnh sát tiêu diệt trong vòng 30 giây sau khi hắn nổ phát đạn đầu tiên.
Một cuộc truy quét tại nhà kẻ xả súng đã tìm thấy những tài liệu có liên quan đến việc giết người. Đánh giá sơ bộ các tài liệu này cho thấy không có động cơ liên đới đến chủng tộc hoặc chính trị. Đây là vụ xả súng hàng loạt thứ hai ở Hoa Kỳ chỉ trong vòng 13 giờ, ngay sau vụ xả súng tại El Paso, Texas.

## Tấn công
Vào lúc 1:05 sáng, các nhân chứng thấy một người đàn ông nổ súng ở lối vào quán Bar Ned Peppers, trung tâm khu phố lịch sử Oregon, thành phố Dayton sau khi bị từ chối vào quán. Tay súng mang khẩu súng trường AR-15 với một băng đạn chứa 100 viên và nã súng vào đám đông, giết chết 9 người.
Theo Cảnh sát trưởng Dayton Richard Biehl, 20 giây sau khi vụ nổ súng bắt đầu, các nhân viên thực thi pháp luật tại hiện trường đã khống chế được tay súng. Trong vòng 10 giây kế tiếp, kẻ xả súng bị bắn chết. Cảnh sát địa phương sơ tán nhiều địa điểm tụ họp ban đêm gần đó và cảnh báo cư dân Dayton tránh xa khu vực Oregon.

## Nạn nhân

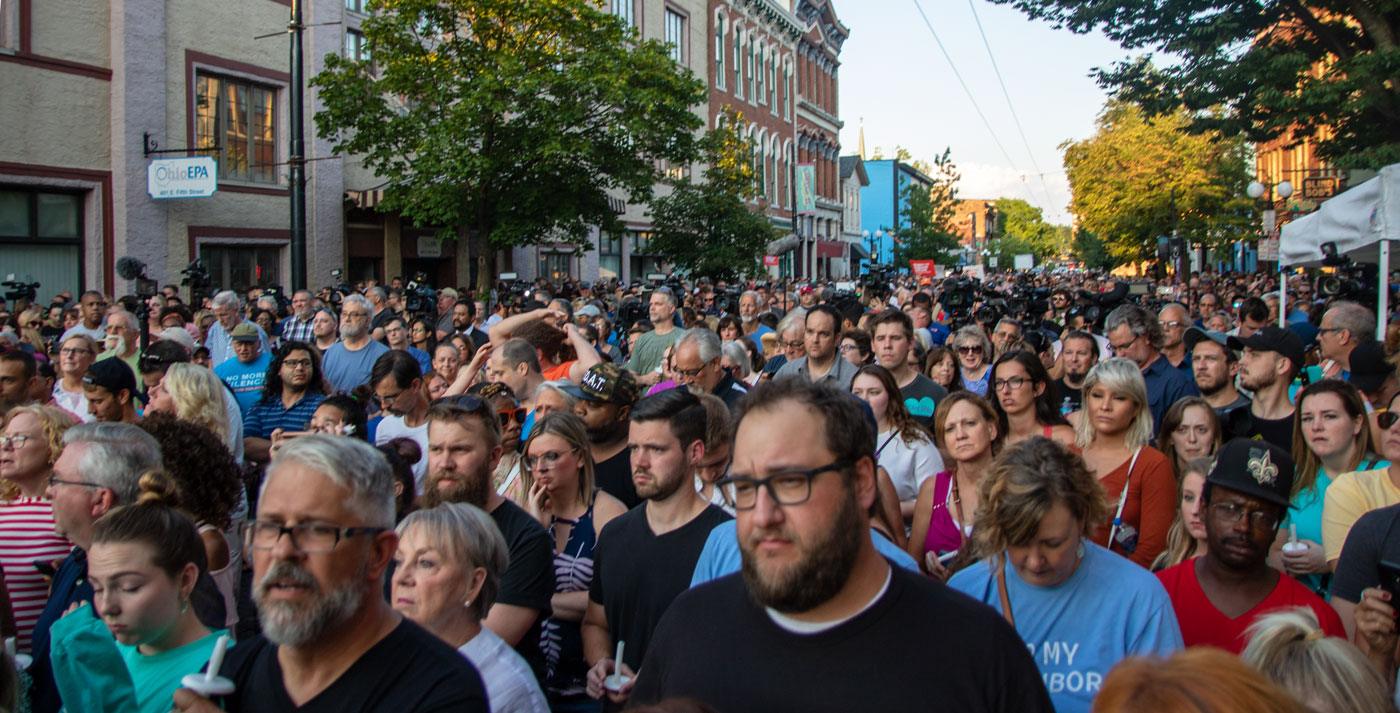
Cầu nguyện cho các nạn nhân, ngày 5 tháng 8

Bệnh viện Thung lũng Miami tiếp nhận 16 nạn nhân từ vụ nổ súng, trong đó 5 người đã hồi phục và 1 người đang ở trong tình trạng nguy kịch. Mạng lưới Y tế Kettering gồm 9 bệnh viện trong khu vực đã tiếp nhận 9 nạn nhân. trong đó có ba người thương nghiêm trọng và 3 người thương nhẹ. Đến 10 giờ sáng cùng ngày, 15 trong số 27 nạn nhân được cứu chữa đã xuất viện.
Cảnh sát thống kê rằng tất cả các nạn nhân tử vong đều ở bên ngoài quán bar trên đường East 5th Street. Em gái 22 tuổi của tay súng, Megan Betts, nằm trong số những người thiệt mạng.
9 nạn nhân bị thương nặng bao gồm 5 nam và 4 nữ; 6 người da màu và 3 người da trắng. Độ tuổi của nạn nhân thương nặng trong khoảng từ 22 đến 57 tuổi.

## Thủ phạm
Ngay sau vụ tấn công, cơ quan thực thi pháp luật đã điều ra và phát hiện nghi phạm là Connor Stephen Betts, 24 tuổi, sống tại Bellbrook, Ohio. Cảnh sát và FBI bắt đầu lục soát nhà của kẻ nổ súng và tìm thấy những bài viết, tài liệu có nội dung liên quan đến việc giết người. Đánh giá sơ bộ các tài liệu này cho thấy không có động cơ liên đới đến yếu tố chủng tộc hay chính trị. Trên tài khoản Twitter, cảnh sát thấy dòng mô tả của Betts là một người theo chủ nghĩa cánh tả, thuộc cộng đồng người hâm mộ anime và metalhead. Trên Twitter của tay súng có những bài đăng phản đối Donald Trump, ủng hộ cả Elizabeth Warren và chủ nghĩa xã hội.
Một bạn cùng lớp của Betts nói rằng anh ta hay bị bắt nạt ở trường trung học. Betts đã lập một danh sách những người ở trường hắn ta muốn giết vào đầu năm 2012. Người bạn cùng lớp nói rằng Betts đã lên kế hoạch xả súng tại trường học. Tuy nhiên những người bạn cùng lớp khác lại phủ nhận việc Betts hay bị bắt nạt. Họ mô tả tay súng là một kẻ kỳ thị nữ giới, chuyên đi bắt nạt, họ còn thấy hắn ta tỏ vẻ thích thú khi thấy các bạn nữ sợ hãi khi đến trường học. Theo cơ quan thực thi pháp luật, Betts không có tiền án tiền sự ngoại trừ các lỗi vi phạm giao thông nhỏ.
Theo các nhà chức trách, kẻ xả súng mang theo băng đạn và mặc áo giáp trong khi tấn công. Theo cảnh sát Dayton, Betts đã đặt mua khẩu súng bán tự động trên mạng, nguồn cung cấp vũ khí từ Texas. Khẩu súng được chuyển đến một đại lý vũ khí địa phương ở Ohio, nơi Betts nhận hàng.

## Hậu quả

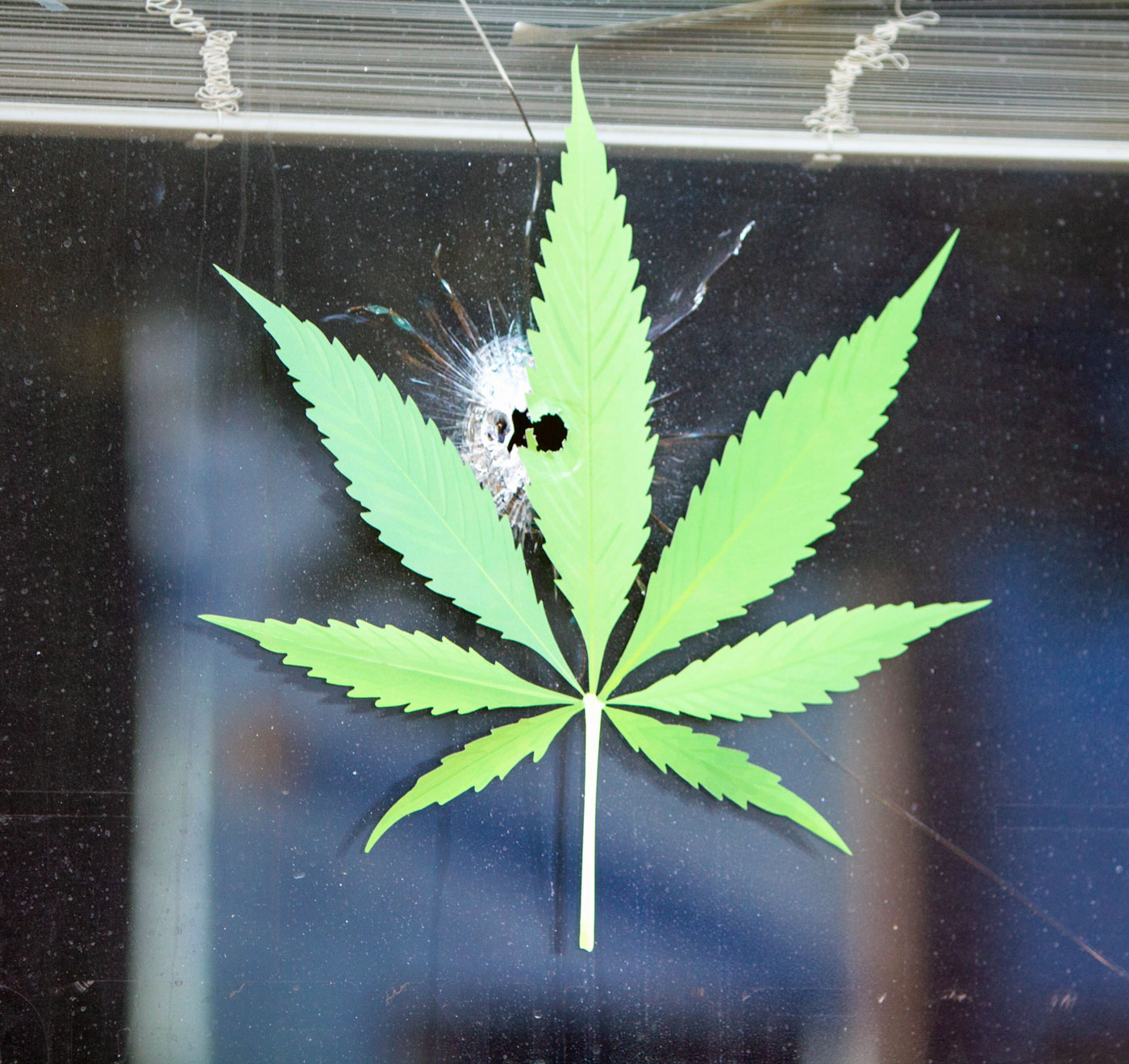

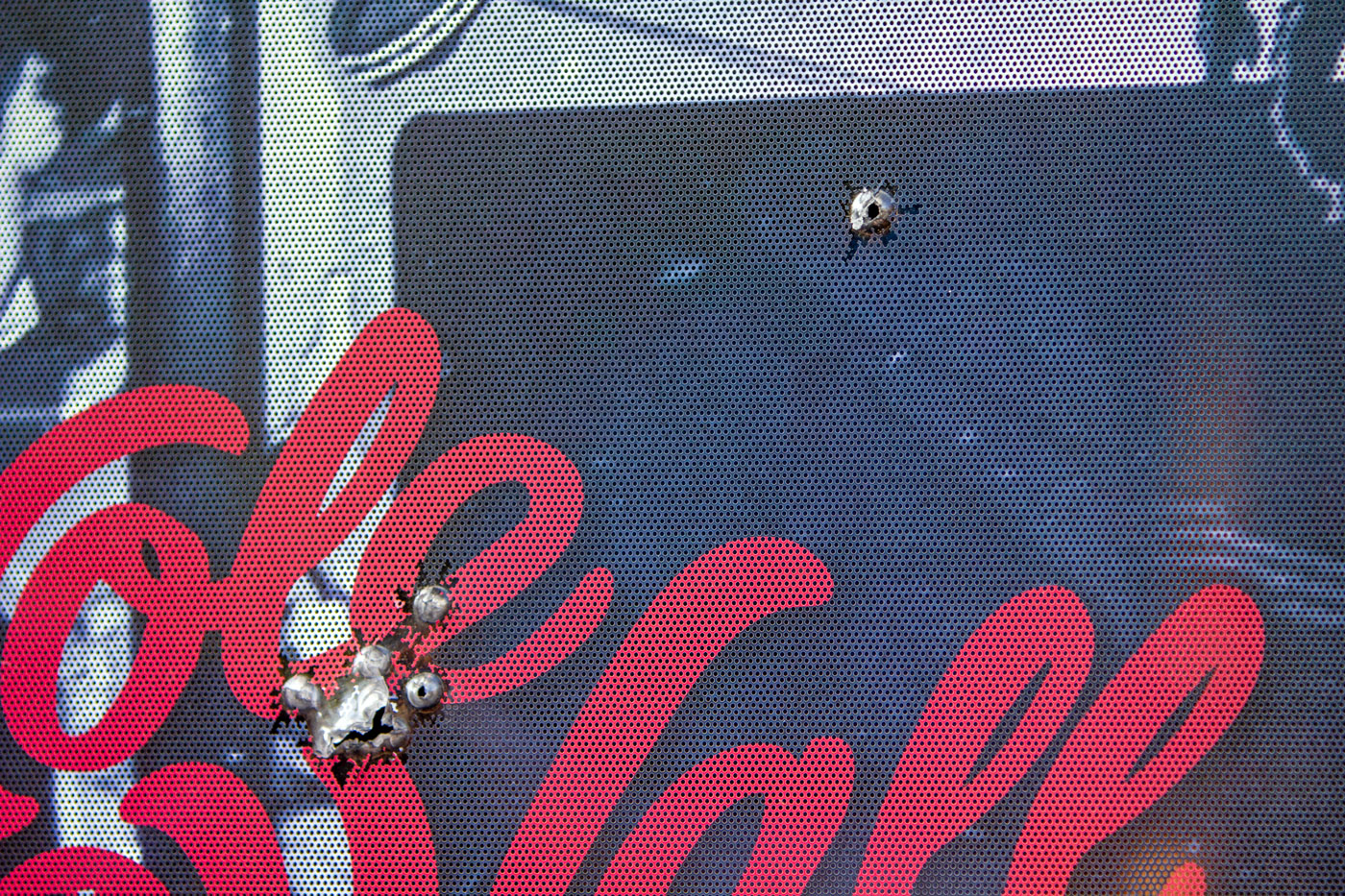
Vết lỗ mà những viên đạn để lại trên cửa sổ sau vụ xả súng

Các thành viên thuộc Đội quản lý sự cố nghiêm trọng ở vùng Tây Nam Ohio đã gặp gỡ các nhân viên thực thi pháp luật để giải phóng hiện trường, giúp họ xử lý tình huống. Thành viên của tổ chức này gồm các chuyên gia sức khỏe tâm thần, cảnh sát, lính cứu hỏa, y tế và giáo sĩ.
Ngân hàng máu địa phương, các công ty và tổ chức khác đã sử dụng phương tiện truyền thông xã hội để kêu gọi quyên góp và tập hợp cộng đồng lại để tưởng niệm các nạn nhân bị thương hoặc thiệt mạng.

## Phản ứng

### Trong nước Mỹ
Sau vụ nổ súng, Quán bar Ned Peppers đã đăng một thông điệp trên Instagram với nội dung: "Tất cả nhân viên của chúng tôi đều an toàn và trái tim chúng tôi hướng về các nạn nhân và những người có liên quan trong vụ xả súng".

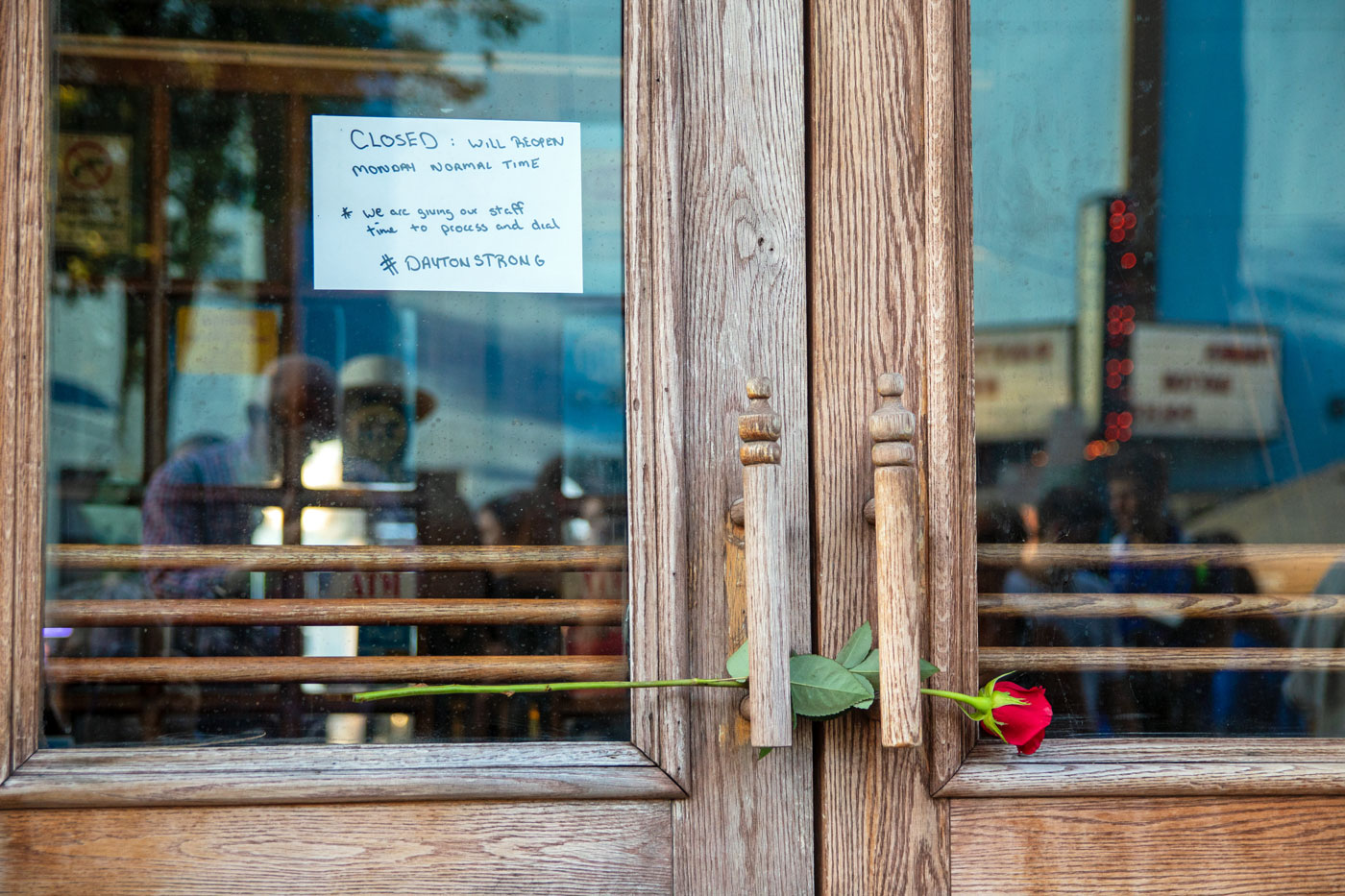
Lối vào Ned Peppers Bar một ngày sau vụ nổ súng

Tổng thống Donald Trump đăng dòng trạng thái lên Tweeter, "Chúa ban phước cho người dân El Paso Texas. Chúa ban phước cho người dân ở thành phố Dayton, Ohio."  Trong một tuyên bố sau cả hai vụ xả súng, Tổng thống Donald Trump đã hạ lệnh treo cờ rủ tại Nhà Trắng cũng như tất cả các đại sứ quán, cơ quan lãnh sự của Mỹ và các cơ sở khác ở nước ngoài, bao gồm các căn cứ quân sự và tàu hải quân, nhằm tưởng nhớ những nạn nhân thiệt mạng trong hai vụ thảm sát ở bang Texas và Ohio. cho đến khi mặt trời lặn vào ngày 8 tháng 8. Về các vụ xả súng hàng loạt xảy ra liên tiếp, Trump tuyên bố rằng chính quyền của ông đã làm "rất nhiều" và cũng "nhiều hơn hầu hết các chính quyền trước đó", nhưng không đưa ra lời giải thích. Trump cũng tuyên bố: "Nhưng có lẽ vẫn còn nhiều việc cần phải làm." 
Thị trưởng thành phố Dayton, Nan Whaley, cảm ơn các sĩ quan đã phản ứng nhanh chóng, nói rằng điều đó chắc chắn ngăn chặn nhiều cái chết hơn. Bà thị trưởng cũng chia buồn các gia đình bị ảnh hưởng. Thượng nghị sĩ Rob Portman, nghị sĩ đảng Cộng hòa đại diện cho bang Ohio, nói rằng "những hành động bạo lực vô nghĩa này phải chấm dứt", và ông "cầu nguyện cho các nạn nhân và gia đình họ". Thống đốc bang Ohio Mike DeWine cũng "cầu nguyện cho nạn nhân và gia đình họ" về "cuộc tấn công khủng khiếp" này.
Thượng nghị sĩ Sherrod Brown, nghị đảng Dân chủ đại diện cho Ohio, tuyên bố: " Chỉ suy nghĩ và cầu nguyện không thôi là chưa đủ. Chúng ta phải hành động." Brown đốc thúc Lãnh đạo Đa số Thượng viện Mitch McConnell, nghị sĩ đảng Cộng hòa, bắt đầu phiên họp Thượng viện Hoa Kỳ vào ngày 5 tháng 8 để "bỏ phiếu về bộ luật an toàn súng đạn". Lãnh đạo Thiểu số Thượng viện, Chuck Schumer, nghị sĩ đảng Dân chủ, đã đưa ra lời kêu gọi hành động tương tự nghị sĩ Brown. Schumer đã tham khảo H.R.8, một Đạo luật kiểm tra lý lịch Phi đảng phái năm 2019 được thông qua tại Hạ viện Hoa Kỳ vào đầu tháng 2. Ông cho rằng Thượng viện cũng nên thông qua điều này. Đại diện Ted Lieu, nghị sĩ đảng Dân chủ, khẳng định rằng McConnell đang "chặn" cuộc bỏ phiếu tại Thượng viện cho đề xuất Phi đảng phái về "luật an toàn các loại súng thông thường".

### Quốc tế
Vụ việc đã được Giáo hoàng Phanxicô đề cập trong bài phát biểu tại Quảng trường Thánh Phêrô ngày 4 tháng 8. Giáo hoàng lên án các cuộc tấn công vào những người vô tội và nói rằng ông sẵn sàng giúp đỡ về mặt tinh thần với các nạn nhân, những người bị thương và các gia đình bị ảnh hưởng bởi các cuộc tấn công "đẫm máu tại Texas, California và Ohio".